# The vodka is good but the meat is rotten
The vodka is good but the meat is rotten ('de wodka is goed maar het vlees is bedorven') is een bekende kreet uit de wereld van de kunstmatige intelligentie (K.I.). 
Het stamt uit een experiment dat in de begindagen van de K.I. met vertaalprogramma's gedaan zou zijn. Men nam de Bijbeltekst 'The spirit is willing, but the flesh is weak' ('De geest is gewillig, maar het vlees is zwak'; Matteüs 26:41) en vertaalde deze naar het Russisch. Vervolgens vertaalde men de Russische tekst weer terug naar het Engels. Het resultaat was de zin 'The vodka is good but the meat is rotten'.
Deze grote verandering is te verklaren door ambiguïteit: veel woorden hebben meerdere betekenissen. Omdat oude K.I.-systemen nog weinig met context deden, wist het systeem niet welke betekenis bedoeld werd. In de originele zin verwijst het woord 'spirit' naar 'geest'. Het kan echter ook 'sterkedrank' betekenen, waardoor het systeem uiteindelijk met wodka op de proppen kwam. Verder maakt het Engels onderscheid tussen 'meat' en 'flesh' (zoals het Frans tussen 'viande' en 'chair'), een onderscheid dat in het Nederlands en  Russisch niet bestaat.
Het is echter nog steeds niet duidelijk of het experiment echt zo heeft plaatsgevonden of dat het een verzinsel is.
Twee andere voorbeelden van ambigue zinnen waar men in de begintijd van vertaalcomputers mee worstelde zijn: "Time flies like an arrow" (De tijd vliegt als een pijl) en "Fruit flies like a banana" (Fruitvliegen houden van een banaan). Hier liep men op tegen het feit dat "flies" zowel naar het werkwoord als naar het zelfstandig naamwoord "vliegen" kan verwijzen, en dat "like" zowel "zoals" als "houden van" kan betekenen.